# Stygobromus sierrensis
Stygobromus sierrensis är en kräftdjursart som beskrevs av John R. Holsinger 1974. Stygobromus sierrensis ingår i släktet Stygobromus och familjen Crangonyctidae. Inga underarter finns listade i Catalogue of Life.